# 중소기업기술정보진흥원
중소기업기술정보진흥원(中小企業情報技術進興院, Korea Technology & Information Promotion Agency for SMEs, TIPA)은 중소ㆍ벤처기업들이 디지털혁명으로 촉발된 지식정보사회에 능동적으로 대응하고, 기술혁신 및 정보화를 통해 혁신역량을 획기적으로 향상시킬 수 있도록 지원하기 위하여 2002년 1월 「중소기업기술혁신촉진법」에 근거하여 설립된 대한민국 중소벤처기업부 산하 기타공공기관이다. 2013년 3월 대전광역시 유성구 도룡동으로 본사를 이전하였다. 이후 2021년 5월에 세종특별자치시 집현동에 신청사를 건축하여 이전하였다.

## 설립 근거
- 중소기업 기술혁신 촉진법[2]

## 연혁
- 2001년 5월 24일 『중소기업기술혁신촉진법』 제정(법률 제6482호) 중소기업정보화경영원 설립 근거(법 제20조)
- 2001년 7월 31일 중소기업정보화경영원 설립추진위원회 발족
- 2001년 11월 25일 『중소기업기술혁신촉진법』 발효
- 2002년 1월 22일 특수법인 중소기업정보화경영원 개원
- 2002년 6월 21일 중소기업기술진흥전문기관 지정
- 2006년 3월 1일 중소기업기술정보진흥원으로 개편
- 2007년 4월 11일 기타 공공기관 지정
- 2009년 1월 29일 위탁집행형 준정부기관 지정
- 2013년 3월 11일 대전 유성구 도룡동으로 본원 이전
- 2014년 12월 23일 중소기업 R&D사업 평가관리 전담기관 일원화
- 2017년 1월 23일 중소기업기술혁신센터 개소
- 2019년 7월 2일 부설 스마트제조혁신추진단 출범
- 2021년 5월 3일 세종시 집현동으로 본원 이전

## 조직

### 중소기업기술정보진흥원장
- 감사실
- PM그룹

#### 경영관리본부
- 기획조정실
- 인재경영실
- 경영전략실
- 재무관리실

#### R&D기획본부
- R&D전략실
- 정책연구기획실
- 글로벌R&D협력실
- 민간투자협력실

#### R&D사업본부
- 사업관리단
- 스타트업사업실
- 스케일업사업실
- 전략협력사업실

#### 지역혁신성장본부
- 지역정책기획실
- 지역특화사업실

#### 사업기반본부
- 성과확산실
- 정산환수실
- 디지털정보실

## 주요 업무
- 중소기업 기술혁신 기반조성
- 중소기업 기술혁신사업의 수요 발굴 및 조사·분석
- 중소기업 정보화 촉진 관련 정보기술의 보급 및 평가
- 정보화경영 표준모델의 개발·보급·확산 및 표준모델과의 부합화 지원
- 중소기업 정보화 기반조성 및 수준평가
- 중소기업 기술로드맵 수립
- 중소기업 기술혁신 및 정보화경영에 관한 교육 및 전문인력의 양성
- 그 밖에 관계중앙행정기관의 장이 위탁하는 사업

## 참고 자료
- 중소기업기술정보진흥원 - 알리오(공공기관 경영정보 공개시스템)